# ナツメ (音速ラインの曲)
「ナツメ」は、日本のバンド音速ラインの4枚目のシングルである。2006年3月8日発売。発売元はユニバーサルミュージック。

## 概要
- シングル「ポラリスの涙」にはアコースティック・ヴァージョンが収録されている。
- カップリングの「逢いたい」は1stアルバム『風景描写』収録曲をリアレンジしたもの。
- PV監督は川村ケンスケ。

## 収録曲
1. ナツメ[3:47]
作詞・作曲：藤井敬之、編曲：音速ライン
2. 逢いたい(SINGLE MIX)[3:53]
作詞・作曲：藤井敬之、編曲：音速ライン
3. 卒業[3:13]
作詞・作曲：藤井敬之、編曲：音速ライン

## 収録アルバム

### ナツメ
- オリジナル『100景』（2006年7月26日）
- ベスト『おとし玉～ベリー ベスト オブ 音速ライン』（2009年1月14日）

### 逢いたい(SINGLE MIX)
- ベスト『おとし玉～ベリー ベスト オブ 音速ライン』（2009年1月14日）

### 卒業
- ベスト『風味絶佳～音速ライン レア・トラック集～』（2009年1月14日）

## タイアップ
- ナツメ：TX系「JAPAN COUNTDOWN」2006年3月度エンディングテーマ
- 逢いたい(SINGLE MIX)：江崎グリコ「ポッキーチョコレート」SSTVバージョンCFソング